# Gens Arenia
La gens Arenia  (en latín: Arennia) fue una familia plebeya de la antigua Roma, durante el período de las Guerras púnicas. Es conocida  principalmente por dos individuos, probablemente hermanos, que ocuparon el cargo de tribunos de la plebe en 210 a. C., durante la Guerra con Aníbal.

## Miembros
- Cayo Arenio, tribuno de la plebe en 210 a. C. [2]
- Lucio Arenio, tribuno de la plebe en 210 a. C. y prefecto de los aliados en 208, fue hecho prisionero en la batalla en la que Marcelo fue derrotado por Aníbal.[3]